# Parvus Helphand

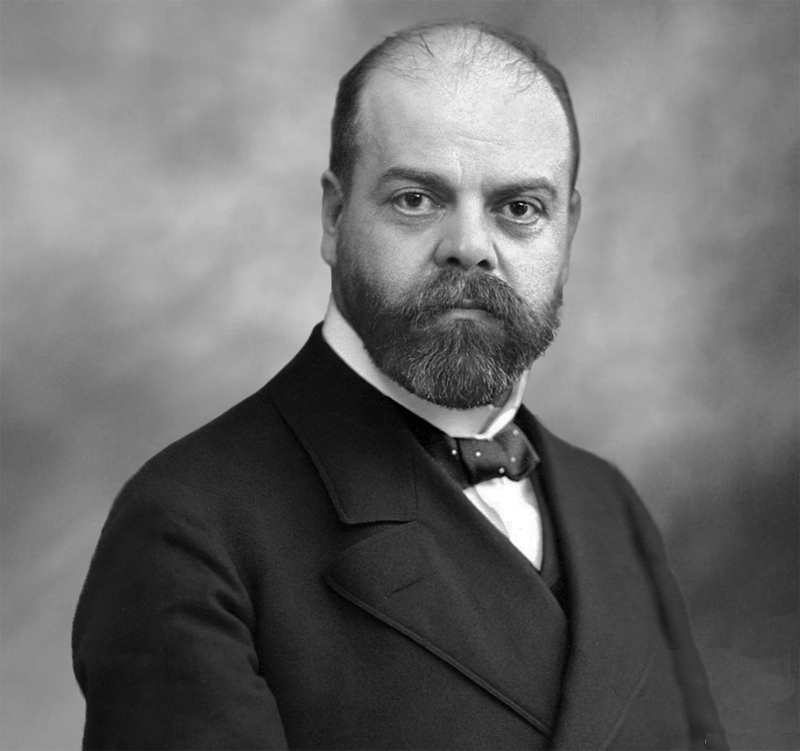

Alexander Israel Lazarevitsj ('Parvus') Helphand (Russisch: Александр Израиль Лазаревич ('Парвус') Гельфанд, Aleksandr Izrail Lazarevitsj Gelfand) (Berezino (oblast Minsk), 27 augustus 1867 - Berlijn, 12 december 1924) was een socialistisch politicus en miljonair.

## Jeugd
Alexander Helphand werd geboren in Berezino, in West-Rusland. Hij was van Joodse afkomst en net als alle andere Joden in het Rusland van zijn tijd, had hij te maken met het van regeringswege gesteunde, steeds weer opwakkerende antisemitisme. Als gymnasiast maakte hij twee pogroms mee.

## Socialist
Reeds in 1887, kort na zijn eindexamen, moest hij vanwege zijn socialistische denkbeelden uitwijken naar Zwitserland waar hij in Bazel studeerde. In Zwitserland legde hij nauwe contacten met leidende personen uit de internationale arbeidersbeweging. Helphand nam hier het pseudoniem Helphand Parvus of Parvus Helphand aan.
In 1891 vestigde hij zich in Duitsland waar hij journalistiek werk verrichtte voor diverse socialistische bladen. Helphand kwam hier ook in contact met Karl Kautsky en Clara Zetkin, leidende figuren binnen het Duitse socialisme. In 1895 werd hij hoofdredacteur van de Sächsische Arbeiterzeitung. In 1896 bezocht hij als gedelegeerde van de Russische Sociaal Democratische Arbeiderspartij (RSDAP) de Tweede Internationale in Londen. In 1899 bracht hij korte tijd (in het geheim) in Rusland door.
Na zijn terugkeer in Duitsland, huurde hij een appartement in München waar hij onder andere Vladimir Lenin, Rosa Luxemburg en Leon Trotski ontving.

## Revolutionair
Om aan meer geld te komen richtte Helphand in 1902 samen met Julius Marchalevski een kleine socialistische uitgeverij op. De uitgeverij gaf onder meer de werken van de Russische schrijver Maxim Gorki uit. De uitgeverij van Helphand en Marchalevski maakte hiermee tijdelijk grote winsten.
In 1905, ten tijde van de Eerste Russische Revolutie, keerde Helphand direct naar Rusland terug om deel te nemen aan de revolutie. Parvus Helphand werd in de Sovjet van Sint-Petersburg gekozen voor de mensjewieken (= minderheidsfractie binnen de RSDAP). Samen met Trotski gaf hij een populair socialistisch dagblad uit. Het tsaristisch regime wist zich te herstellen en liet Trotski in december 1905 arresteren. De arrestatie van Helphand geschiedde pas halverwege 1906. Tijdens Trotski's en Helphands reis naar hun ballingsoord in Siberië, wist Helphand als eerste te ontkomen. Via omwegen bereikte hij Duitsland. Hier hervatte hij zijn werk als publicist en uitgever. Zijn relatie met Trotski werd steeds slechter vanwege een meningsverschil over de permanente revolutie.

## Handelsman en miljonair
In 1910 schreef Helphand een boek over de resultaten van het socialisme. De steeds corrupter wordende Helphand week in datzelfde jaar uit naar Istanboel waar hij op een duistere manier fortuin maakte. Hij werd hier adviseur en handelsagent voor het Krupp concern. Tijdens de Eerste Balkanoorlog van 1912 verzorgde Helphand de bevoorrading van het Turkse leger. Daarna speelde hij een belangrijke rol in de totstandkoming van het geheime pact dat Duitsland en Turkije aan de vooravond van de Eerste Wereldoorlog sloten. Helphand werd miljonair door de winsten die hij maakte als handelsagent en zijn rol bij de aanleg van een grote, door Duitsland gefinancierde spoorweg dwars door het Ottomaanse Rijk en die hij gebruikte voor zijn (vele) zakelijke belangen.

## Zijn rol in de Duitse steun aan Lenin
Eind 1914 wist Parvus Helphand zijn Duitse diplomatieke vrienden ervan te overtuigen dat de Duitsers en de marxisten veel gemeenschappelijke belangen hadden. Namelijk het bestrijden van de tsaar en zijn regime. Voor Duitsland betekende dit een oorlogsstrategie: door onrust te zaaien zou Rusland veel gemakkelijker op zijn knieën gaan en de tsaar zou verplicht worden vrede te sluiten.
De laatste officiële ontmoeting tussen Lenin en Parvus vond plaats in mei 1915. Het was een lang gesprek over de ontwikkeling van de revolutie. In 1917 in Stockholm, weigerde Lenin resoluut Parvus te zien. Lenin vond dat politiek te riskant. Maar Parvus had toen wel een ontmoeting met Karl Radek, die vrijwel zeker Lenins vertegenwoordiger was. Na dit gesprek keerde Parvus vrijwel onmiddellijk terug naar Berlijn voor een gesprek met de onderstaatssecretaris van Buitenlandse Zaken, namelijk Arthur Zimmermann. Wellicht zijn toen de details geregeld in verband met de Duitse geldstroom die de bolsjewieken aan de macht zou brengen. Helphand fungeerde vanaf dan als tussenpersoon tussen de Duitsers en Jacob Hanecki (bijgenaamd Ganetski), die de vertegenwoordiger was van Lenin in Stockholm.
Na de Februarirevolutie in Rusland regelde hij bij de Duitse regering een reisvergunning voor Lenin over Duits grondgebied (Lenin woonde in Zwitserland). Helphand verkreeg 15 miljoen mark om de Russische revolutionairen te financieren. De bolsjewistische communisten kwamen door de Oktoberrevolutie aan de macht. In februari 1918 sloot Lenin vrede met Duitsland. Helphand vroeg Lenin toestemming om naar Rusland terug te keren. Toen Lenin dit afwees, bood hij de Duitse regering opnieuw zijn diensten aan en verkreeg Helphand geld om antibolsjewistische activiteiten te financieren. Helphand schreef een antibolsjewistische brochure die hij wilde verspreiden in Rusland. Voor dat deze brochure kon worden gedrukt, was de regering van Wilhelm II omver geworpen en Helphand vluchtte naar Zwitserland.
In Zwitserland kocht hij een landgoed, deed wat aan journalistiek en had wat contact met Duitse socialisten. Hij overleed op 12 december 1924.